# Aisha Cerami
Aisha Cerami (Roma, 7 ottobre 1970) è un'attrice italiana.

## Biografia
Figlia di Vincenzo Cerami e della prima moglie Mimsy Farmer, ha intrapreso la sua carriera artistica con il cinema: nel 1980 ha recitato nel film di Giuseppe Bertolucci Oggetti smarriti, e nel 1981 è stata interprete canora del film La notte di San Lorenzo di Paolo e Vittorio Taviani.
Con Antonio Albanese ha recitato in La fame e la sete e in Il nostro matrimonio è in crisi. È inoltre attrice di teatro, nel 2000 è stata tra i protagonisti recitando e cantando nel ruolo di Chiara in "Francesco il Musical", produzione italo-canadese, andata in scena al Lyrick Theatre ad Assisi,  e ha lavorato anche in alcuni film per la televisione.

## Filmografia

### Cinema
- Oggetti smarriti, regia di Giuseppe Bertolucci (1980)
- La notte di San Lorenzo, regia di Paolo e Vittorio Taviani (1981)
- Viol@, regia di Donatella Maiorca (1998)
- Onorevoli detenuti, regia di Giancarlo Planta (1998)
- La fame e la sete, regia di Antonio Albanese (1999)
- Il nostro matrimonio è in crisi, regia di Antonio Albanese (2002)
- Piazza delle Cinque Lune, regia di Renzo Martinelli (2003)
- Ripopolare la reggia, regia di Peter Greenaway (2007)

### Televisione
- Il rumore dei ricordi, regia di Paolo Poeti - miniserie TV (2000)
- Il testimone, regia di Michele Soavi - miniserie TV (2001)
- Casa famiglia 2 - serie TV (2003)
- Raccontami una storia, regia di Riccardo Donna - miniserie TV (2004)
- Don Matteo 5 - serie TV, 1 episodio (2006)
- L'ultimo rigore 2, regia di Sergio Martino - film TV (2006)
- Sotto copertura, regia di Giulio Manfredonia - serie TV (2015)
- Non uccidere 2, regia di Lorenzo Sportiello - serie TV, episodio 6 (2017)
- Sotto copertura - La cattura di Zagaria, regia di Giulio Manfredonia – serie TV (2017)